# 広東宏遠華南虎籃球倶楽部
広東宏遠華南虎籃球倶楽部（繁：廣東宏遠華南虎籃球俱樂部、簡：广东宏远华南虎篮球俱乐部、英：Guangdong Southern Tigers）は、中華人民共和国・広東省東莞市を本拠地とするプロバスケットボールチームである。中国プロバスケットボールリーグ（CBA）発足時から参加している球団のひとつである。日本語では広東サザンタイガースと呼ばれることもある。

## 歴史
1993年12月、広東宏遠集団公司（广东宏远集团公司）が広東宏遠華南虎籃球倶楽部を設立。1994年乙級リーグ参加。1995年、CBAスタート時から参加。初年度は準優勝。
2003-04シーズンから中国リーグ3連覇を果たしていたが、2006-07シーズンはファイナルで八一ロケッツに敗れ4連覇ならず。
チームの主力である易建聯は中国代表でも活躍し、2007年のNBAドラフトでミルウォーキー・バックスから指名されチームを離れたが、現在は復帰している。
2007-08シーズンは2シーズンぶりに中国一を奪還した。
2008アジアバスケットボールリーグではレラカムイ北海道を下し優勝。

## 主な所属選手
- 陳江華
- 王仕鵬
- 朱芳雨
- スマッシュ・パーカー
- エマニュエル・ムディエイ
- ウィル・バイナム

## 主な歴代所属選手
- 易建聯
- ラモンド・マレー